# Джервас, Чарльз
Чарльз Дже́рвас (англ. Charles Jervas; около 1675, Дублин — 2 ноября 1739, Лондон) — ирландский художник-портретист, коллекционер произведений искусства и переводчик, придворный живописец английских королей.

## Жизнь и творчество
Родился в дворянской семье. Отец его Джон Джервас был лендлордом-землевладельцем, мать — леди Элизабет Балдуин, дочь капитана и верховного шерифа графства, сэра Джона Балдуина, владельца замка Шинрон-Кастл. Детство Чарльза прошло в Дублине, здесь он воспитывался и рос вместе со своими сёстрами. Талант к рисованию у мальчика был выявлен в достаточно юном возрасте, родители поощряли это его увлечение. В 1694—1695 годы он обучается живописи у Годфри Кнеллера в Лондоне, в его «Академии живописи и графики» (Kneller Academy of Painting and Drawing). Семья также профинансировала учебную поездку Чарльза Джерваса в Италию в 1698 году, в том числе продав репродукции картин Рафаэля колледжу Ол-Соулз (All Souls College).
После возвращения в Англию в 1709 году вступает в брак Пенелопой Хьюм, богатой вдовой (ум. 1747 г.) и живёт в Хэмптоне близ Лондона. В этот период художник серьёзно увлекается портретной живописью, он пишет портреты Джонатана Свифта, Александра Попа, Джозефа Эддисона. после смерти его учителя Годфри Кнеллера в 1723 году король Георг I присваивает Джервасу звание придворного художника. Этот пост он сохраняет и при сыне и преемнике Георга I, короле Георге II. В 1738 году художник был послан королём в Италию вновь, с целью приобретения там полотен старых мастеров. После возвращения Джервас, страдавший астмой, заболел и вскоре скончался. Продажа наследниками коллекции собранных им произведений искусства продолжалась девять дней.
Занимался также литературным творчеством и художественным переводом. Перевёл на английский язык с испанского роман «Дон Кихот» Мигеля Сервантеса — издан в 1742 году, уже после смерти Джерваса.

## Галерея

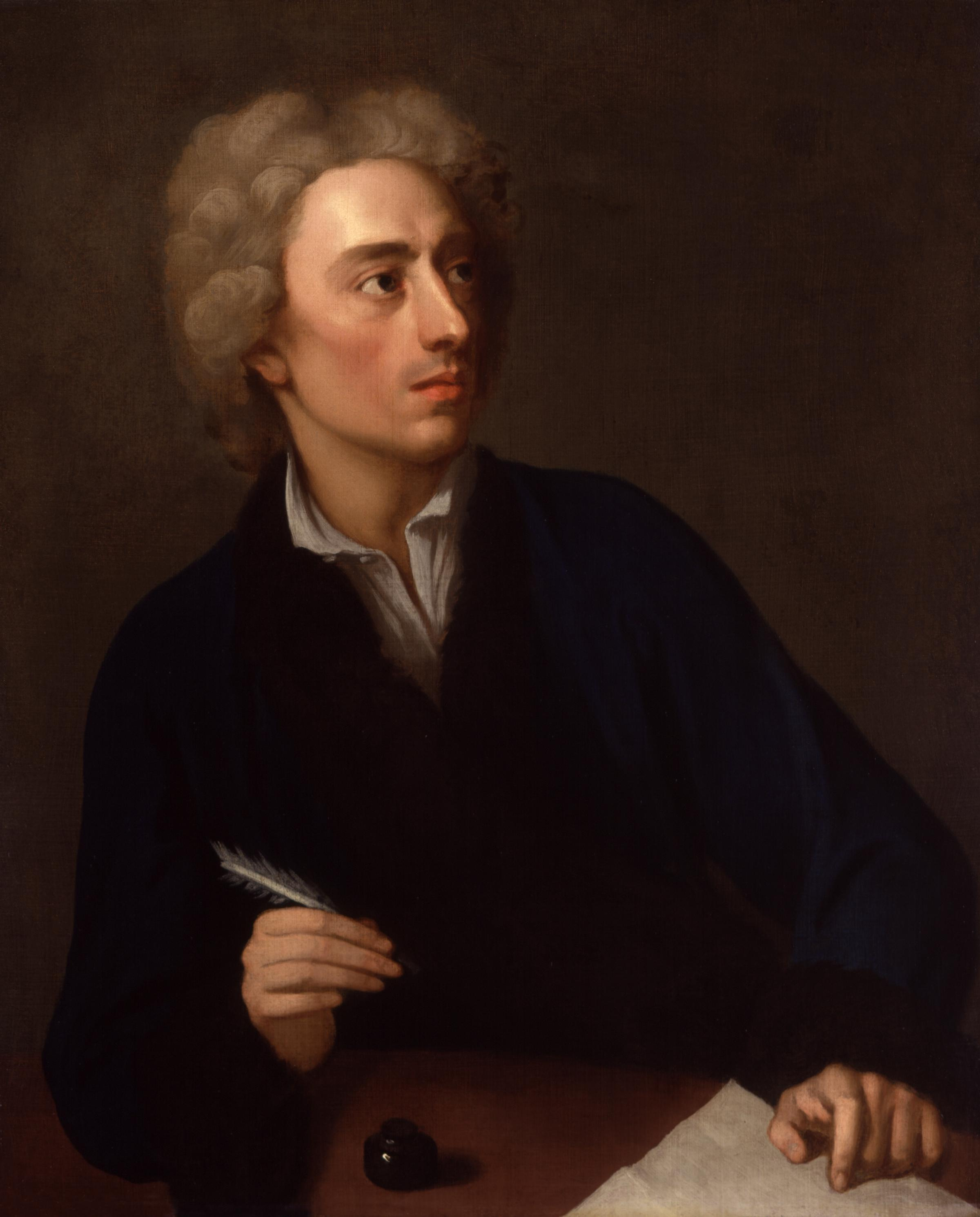
Портрет поэта Александра Попа
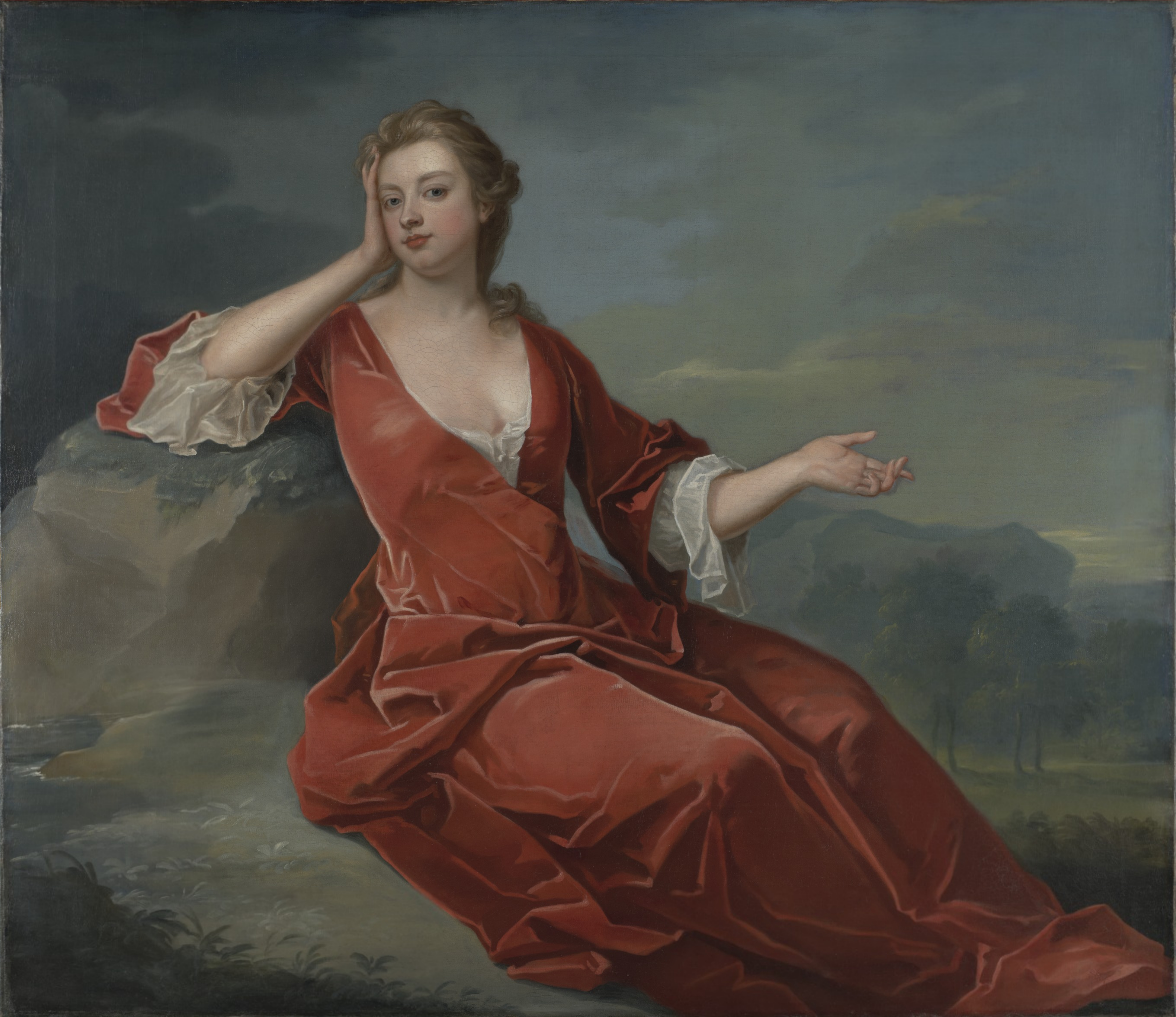
Портрет Сары Чёрчилль, герцогини Мальборо, фаворитки и близкой подруги королевы Анны
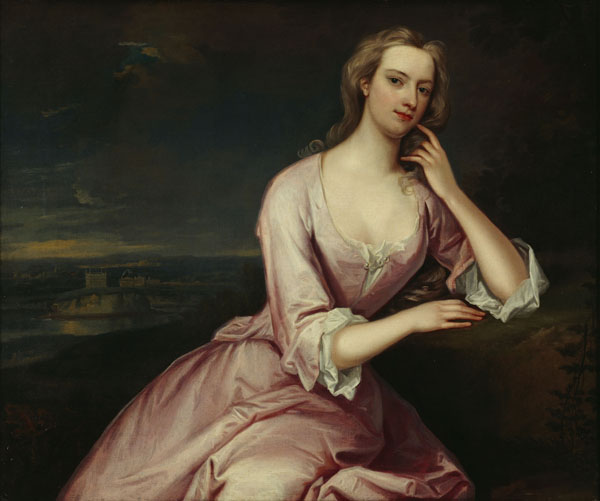
Портрет Генриетты Говард, графини Суффолк
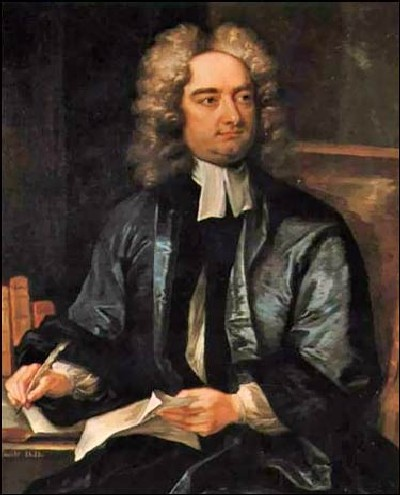
Портрет Джонатана Свифта
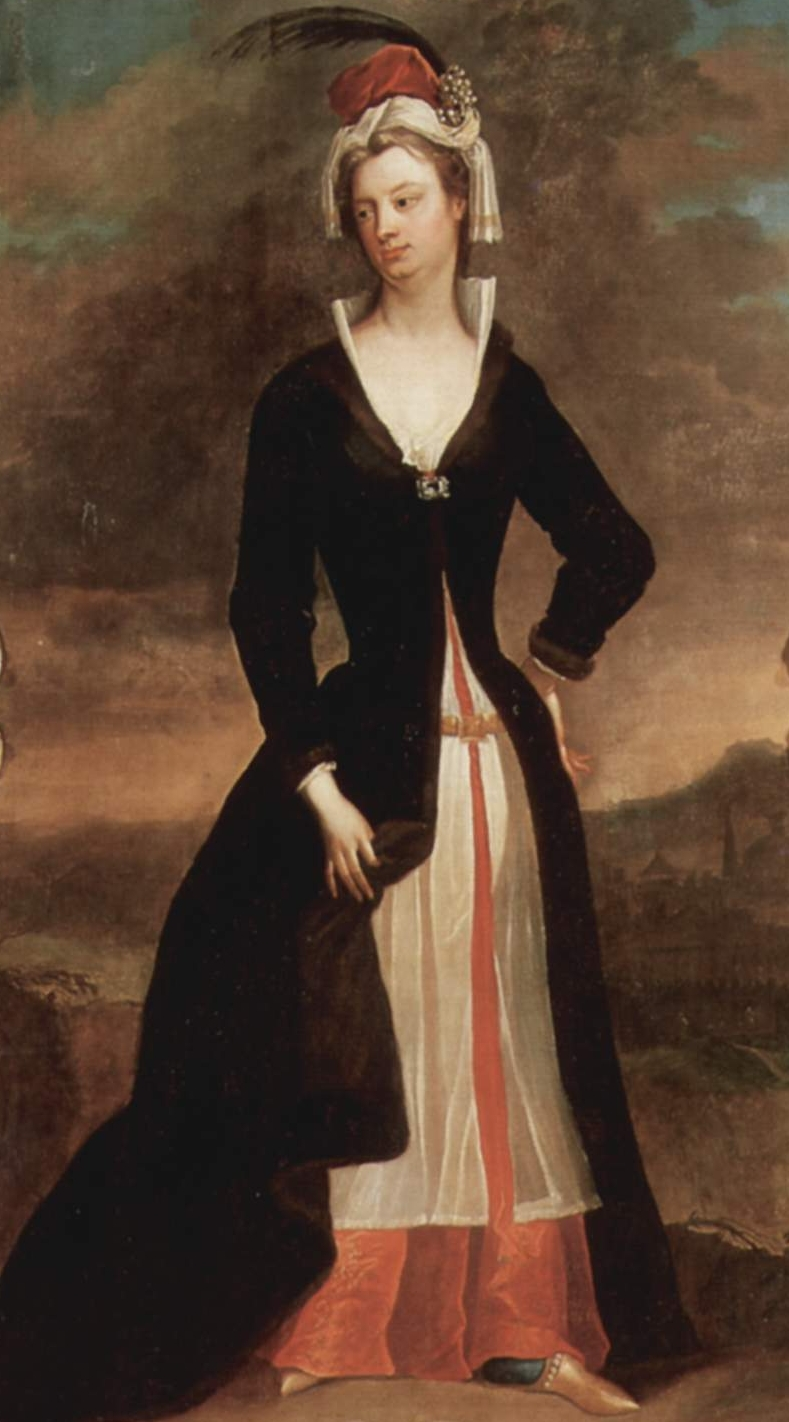
Портрет леди Мэри Уортли Монтегю (после 1716)
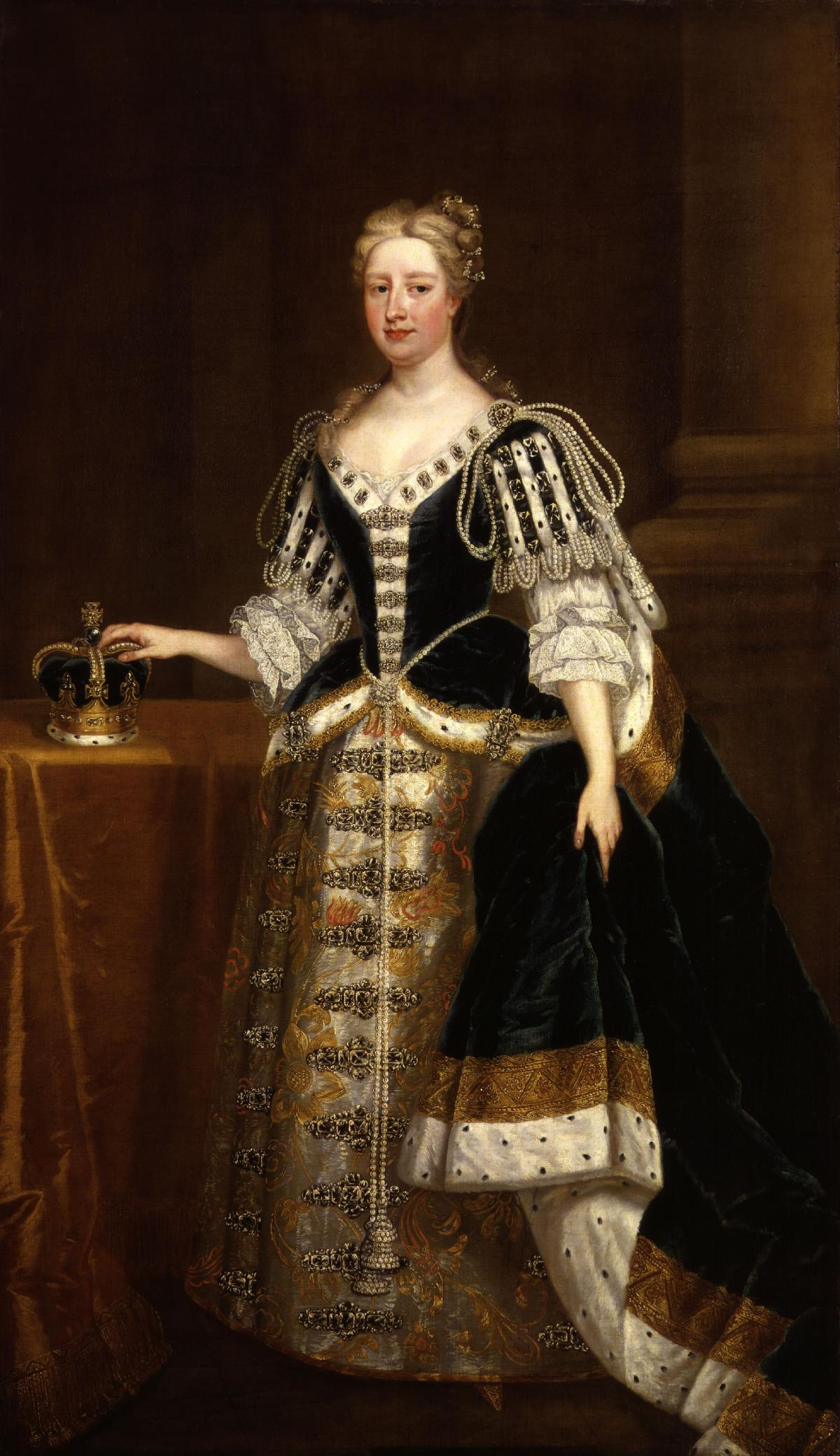
Портрет Каролины, королевы Великобритании, принцессы Бранденбург-Ансбахской (1727).